# Jackson Richardson
Jackson Richardson (Saint-Pierre, Réunion, 14. lipnja 1969.), francuski rukometaš i bivši reprezentativac, rođen na Réunionu i jedan od najboljih rukometaša svih vremena. Kao kapetan francuske rukometne reprezentacije, Richardson je bio nosilac zastave Francuske tijekom ceremonije otvaranja Olimpijskih igara u Ateni. Kao kapetan te iste reprezentacije osvojio je jednu olimpijsku broncu (Barcelona 1992.), tri svjetske (Japan 1997., Portugal 2003., Tunis 2005.), jedno svjetsko srebro (Švedska 1993.) i dva zlata (Island 1995., Francuska 2001.). Nakon nekoliko godina provedenih u Njemačkoj i Španjolskoj, 2005. se vraća u Francusku i igra za Chambéry Savoie HB sve do umirovljena 2008. No, unatoč toj činjenici, Richardson se aktivnom rukometu vratio 12. travnja 2009., kada je potpisao za njemački klub Rhein-Neckar Löwen. Tijekom 2010. igra za manji klub u Francuskoj, Buquet Handball.
Otac francuskoga rukometnog reprezentativca Melvyna Richardsona.

## Životopis
Rođen je 14. lipnja 1969. na Réunionu, a rukometom se počeo baviti već sa šest godina. Već s 8 godina postaje junior kluba Saint-Pierre HBC, a profesionalna karijera započinjem mu potpisivanjem ugovora s klubom Paris HB 1989. godine. Naime, 1988. ga je, u finalu niže lige uočio tadašnji francuski izbornik, Daniel Constantini, koji je tada tražio jednog igrača s Réuniona za igru u Bataillon de Joinville.
Dana 19. siječnja 1990., samo nekoliko mjeseci nakon prvog profesionalnog ugovora, Richardson je imao premijerni reprezentativni nastup protiv Alžira. Nakon dvije godine u Parizu, potpisuje za OM Vitrolles, klub s kojim je osvojio prvenstvo 1994. i 1996., kup 1993. i 1995. i Kup pobjednika kupova 1993. godine. Godine 1997., nakon šest godina u Francuskoj, prelazi u Njemačku gdje će tri godine igrati za TV Großwallstadt, s kojim će osvojiti Kup europskih gradova 2000. Sljedeće sezone odlazi u Pamplonu gdje će u klubu Portland San Antonio doživjevi apoteozu svoje karijere. Naime, s Portlandom je, osim vrhunskih partija koje je prezentirao, osvojio i EHF-ovu Ligu prvaka i prvenstvo (kojim je dominirala Barcelona), a bio je i dio slavnog finala Lige prvaka 2003. kada je, doduše, njegov klub izgububio od Montpelliera (postavši tako prvi francuski klub kojemu je to uspjelo), u kojem su igrali njegovi reprezentativni kolege kao Bruno Martini i Grégory Anquetil. Iako izvrstan i u napadu, Richardson je u Španjolskoj demonstrirao i odličnu igru u klupskoj 5-1 obranu u kojoj je bio poznat i po brojim "ukradenim loptama".
Njegova reprezentativna karijera bila je, također, iznimno uspješna. Na Olimpijskim igrama 1992. u Barceloni osvojio je brončanu medalju, a dva svjetska zlata osvojio je na Islandu 1995. i u Francuskoj 2001. godine (uz to je još četiri puta bio na postolju). Godine 1995. proglašen je, kao prvi francuski rukometaš, najboljim igračem godine od strane IHF-a, a časopis L'Équipe mu je 2001. dodijelio titulu Prvaka među prvacima za područje Francuske. Tijekom 15 godina karijere u reprezentaciji, skupio je 417 nastupa i tako postavio rekord po broju nastupa, a postigao je, sveukupno, 787 pogodaka.
Njegove maštovite improvizacije i igrački stil baziran na kombinaciji kvalitete i instinkta učinili su ga jednim od najboljih igrača svoje generacije, a trud kojeg je ulagao rezultirao je činjenicom da je i s 39 godina (kada se vratio rukometu), još uvijek pokazivao izvrsnu igru i neosporivu kvalitetu.
Nakon Španjolske, 2005. godine vraća se u Francusku gdje potpisuje s klubom Chambéry Savoie HB. Tamo je igrao za jedno s reprezentativnim kolegama i legendama francuskog rukometa, Stéphaneom Stoecklinom i Laurentom Munierom. Iako je 2007. najavio umirovljenje, produžio je još jednu godinu s Chambéryjem i imao priliku igrati jednu sezonu s izvrsnim Danielom Narcisseom, koji je također rođen na Réunionu.
Reprezentativnu karijeru završio je još 2005. godine, a FFHB mu je, u čast vrhunskih partija koje je pružio, organizirao veliku proslavu tijekom turnira Paris-Bercy, nakon njegove posljednje utakmice za reprezentaciju (posljednja službena utakmica bila je protiv Hrvatske u Tunisu 2005.). Na velebnoj proslavi bio je prisutan velik broj sportaša, a među posebnim gostima bila je i Richardsonova majka koja je došla čak s Réuniona kako bi prisustvovala proslavi. Dana 10. svibnja 2008., nakon velebne pobjede 34:33 nad US Ivryjem, najavio je kraj aktivne rukometne karijere. Godine 2007. inaugurirao je i dvije sportske dvorane otovorene u njegovu čast. Nakon što je 2008. godine Francuska postala olimpijski prvak, igrači koji su sačinjavali pobjedničku momčad (dobar dio njih igrao je s Richardsonom u reprezentaciji par godina ranije) nakon utakmice su odaslali službenu zahvalu Richardsonovoj i njegovoj ostavštini.
Dana 12. travnja 2009. godine, unatoč umirovljenju, vratio se profesionalnom rukometu potpisavši polusezonski ugovor s klubom biznismena Dietmara Hoppa, Rhein-Neckar Löwen. Naime, Rhein-Neckar Löwenu je trebala privremena zamjena za ozlijeđene Sergija Šeljmenka i Grzegorza Tkaczyka. U sedam odigranih utakmica postigao je četiri podotka, nakon čega je okončao profesionalnu karijeru. Oženjen je i ima dvoje djece. Nositelj je ordena Legije časti. Pred Svjetsko rukometno prvenstvo 2011. u Švedskoj, sudjelovao je u revijalnoj utakmici stranih i domaćih igrača Bundeslige održanoj u New Yorku.